# Nuevo pequeño catálogo de seres y estares
Nuevo pequeño catálogo de seres y estares es el quinto álbum de estudio del grupo español El Último de la Fila, fue lanzado al mercado en 1990 por la discográfica EMI, con el sello de Perro Records, en formato LP y CD. Es el primer disco del grupo tras abandonar su anterior discográfica, PDI, y fichar por EMI.
Es el disco más experimental del grupo, donde dejaron al lado el estilo rock, restando participación a las guitarras y dando importancia a teclados y percusiones, acercando su estilo al pop mestizo. La máxima expresión de la experimentación se encuentra en los temas instrumentales, probando nuevos instrumentos y sintetizadores. En Grünfink o pinzón verde (cuyo nombre son las formas alemana y española de referirse al Carduelis chloris), además, jugaron superponiendo al tema algunos sonidos invertidos. 
El sencillo Cuando el mar te tenga se editó en Italia bajo el nombre Urla Maestrale (en español: Ruge Mistral), cantado en italiano.
El álbum fue presentado en directo mediante una gira de conciertos por toda España.

### Portada y libreto
En la portada del álbum aparece una fotografía de los componentes del grupo sumergidos vestidos en una piscina, mientras Manolo García sostiene un pato de goma y Quimi Portet lleva puestas sus típicas gafas de sol setenteras.
En la contraportada interior del álbum, aparecen los datos y los logotipos de las 20 ONGs que unieron su nombre al grupo en este disco y en la gira de conciertos.
En la contraportada exterior, se encuentra la foto del monje budista llamado Indio Comas realizando el gesto de Okay. En la parte inferior, se incluyó la frase que solía repetir muy a menudo: "La duda, la terrible duda, con su simpático nombre de perrita rusa." (Indio Comas)
Las páginas interiores del librillo de canciones están adornadas con las pinturas Escalera hasia el sielo y Super Rolex en el desierto que se acerca, ambas de Manolo García.

## Lista de canciones
Edición Original En LP y Casete
CARA A:
1. Grünfink o pinzón verde (instrumental) (Q. Portet y M. García) - 0:31
2. Músico loco (Q. Portet y M. García) - 3:48
3. Canta por mí (M. García y Q. Portet) - 3:45
4. Del templo a la taberna (Q. Portet y M. García) - 3:45
5. Andar hacia los pozos no quita la sed (Q. Portet y M. García) - 3:33
6. En mi pecho (M. García y Q. Portet) - 3:48

CARA B:
1. "Beatus Ille" (instrumental) (Q. Portet, A. Celada y A. Fidel) - 1:44
2. Cuando el mar te tenga (Q. Portet y M. García) - 3:44
3. A jazmín (Q. Portet y M. García) - 2:30
4. Barrio Triste (Q. Portet y M. García) - 3:02
5. Sucedió en la antigüedad (M. García y Q. Portet) - 3:25
6. Todo el día llovió (M. García y Q. Portet) - 3:26
7. Canción de cuna 823 (Q. Portet y M. García) - 1:37
8. Cauterización de una herida (instrumental) (J. C. García, Q. Portet y M. García) - 2:22
9. "The Blue Rabbits Machine" Corporation Hymn (instrumental) (Q. Portet) - 1:45

Edición En CD
1. Grünfink o pinzón verde (instrumental) (Q. Portet y M. García) - 0:31
2. Músico loco (Q. Portet y M. García) - 3:48
3. Canta por mí (M. García y Q. Portet) - 3:45
4. Del templo a la taberna (Q. Portet y M. García) - 3:45
5. Andar hacia los pozos no quita la sed (Q. Portet y M. García) - 3:33
6. En mi pecho (M. García y Q. Portet) - 3:48
7. "Beatus Ille" (instrumental) (Q. Portet, A. Celada y A. Fidel) - 1:44
8. Cuando el mar te tenga (Q. Portet y M. García) - 3:44
9. A jazmín (Q. Portet y M. García) - 2:30
10. Barrio Triste (Q. Portet y M. García) - 3:02
11. Sucedió en la antigüedad (M. García y Q. Portet) - 3:25
12. Todo el día llovió (M. García y Q. Portet) - 3:26
13. Canción de cuna 823 (Q. Portet y M. García) - 1:37
14. Cauterización de una herida (instrumental) (J. C. García, Q. Portet y M. García) - 2:22
15. The Blue Rabbits Machine" Corporation Hymn (instrumental) (Q. Portet) - 1:45

## Sencillos
- Canta por mí (EMI, 1990)
- Músico loco (EMI, 1990)
- Del templo a la taberna (EMI, 1990)
- Cuando el mar te tenga (EMI, 1990)
- En mi pecho (EMI, 1990)
- Barrio Triste (EMI, 1991)

## Personal
- Productores: Manolo García, Quimi Portet y Charlie Midnight.
- Productores ejecutivos: Marta Mirabent y Neo Sala.
- Lugares de grabación: Barcelona, Francia, Madrid, Fráncfort del Meno y Vich.
- Momento de grabación: Entre mayo de 1989 y febrero de 1990.
- Mezcladores: Chris Lord-Alge, Manolo García, Quimi Portet y Josep Llobell.
- Ingenieros: Josep Llobell y John Rollo.
- Asistentes: Laurent Jaïs y Frank Motnik.
- Máster: Howie Weinberg.
- Idea gráfica: El Último de la Fila y Cusidó & Comella.
- Realización gráfica: Cusidó & Comella y Manolo García.
- Fotografía portada: Esther Rovira.
- Fotografías contraportada: Toni Coromina y Neus Buira.

### Músicos
- Manolo García: Voz, percusión, marimba y teclados.
- Quimi Portet: Guitarras, bajo, efectos de sonido, teclados, percusión, armónica, programación y órgano.
- Ángel Celada: Batería y armarios.
- Antonio Fidel: Bajo, slide guitar.
- Juan Carlos García: Percusión, acordeón, teclados y voz.
- Josep Llobell: Órgano, cuerdas árabes, teclados, percusión, piano y pizzicato
- Pedro Javier González: Guitarra acústica.
- Marc Grau: Guitarra eléctrica.